# Emmanuel-Maximilien-Joseph Guidal

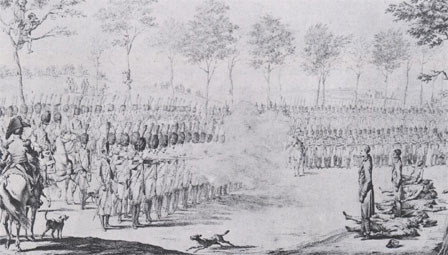
Die Erschießung von Emmanuel-Maximilien-Joseph Guidal

Emmanuel-Maximilien-Joseph Guidal (* 31. Dezember 1764 in Grasse; † 29. Oktober 1812 in Paris) war ein französischer General.
Guidal wurde im Jahre 1781 Soldat und 1792 zum Chef de bataillon befördert. Er diente in der Italienarmee und ab 1793 in der Vendée-Armee. Im Jahre 1799 beförderte man ihn zum Général de brigade. Da er seit 1810 mit dem englischen Mittelmeer-Geschwader in Kontakt stand, verhaftete ihn die Polizei am 21. Januar 1812 in Marseille und brachte ihn in das Gefängnis La Force nach Paris. General Malet befreite ihn am 23. Oktober 1812 im Zuge der Maletverschwörung aus der Haft. Mit diesem und weiteren Mitverschwörern wurde er nach dem gescheiterten Putsch am 27. Oktober 1812 angeklagt und am 29. Oktober hingerichtet.